# Dynastie Konbaung
Dynastie Konbaung (barmsky ကုန်းဘောင်မင်းဆက်, zkráceně ကုန်းဘောင်, Konbaung) byla královská dynastie, která vládla Barmě v letech 1752–1885, označovanou někdy jako Třetí Barmská říše (တတိယမြန်မာနိုင်ငံတော်). Konbaungská dynastie vytvořila druhou největší říši v barmských dějinách. K říši připojila nebo do své sféry vlivu ovládla Manípur, Arakanský stát, království Ahom, Bago a království Ajutthaja. Provedla též řadu reforem, které položily základ modernímu barmskému státu, nicméně nepodařilo se jí nakonec uhájit nezávislost na Britech, s nimiž prohrála ve všech třech anglo-barmských válkách (v letech 1824–1885).

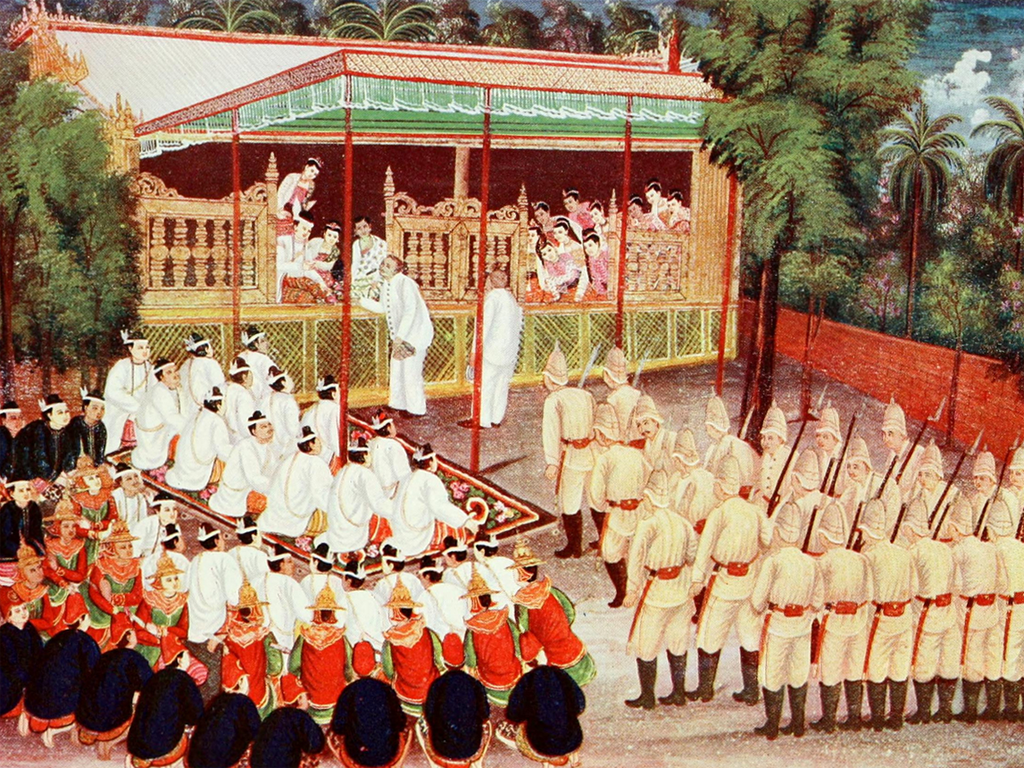
Abdikace posledního krále Thibawa na obraze Saya Choneho z 19. století

Zakladatelem dynastie byl Alaungpaja, po něm je někdy dynastie též nazývána Alaungpajova. Alaungpaja byl původně lokálním vůdcem, roku 1752 však ovládl monské království Hanthawaddy, z něhož vyhnal Francouze a Brity. Zemi pak v letech 1752–1760 vládl jako absolutní monarcha, stejně jako všichni jeho následovníci. Těch bylo deset: Naungdawgyi (1760-1763), Hsinbyushin (1763-1776), Singu (1776-1781), Phaungka (1782), Bodawpaya (1782–1819), Bagyidaw (1819–1837), Tharrawaddy (1837–1846), Pagan (1846–1853), Mindon (1853–1878), Thibaw (1878–1885). Dynastie několikrát změnila hlavní město svého království, posledním bylo Mandalaj (1859–1885).